# 윤공흠
윤공흠(尹公欽, 1904~?)은 일제강점기 때 화북조선독립동맹에서 활동하던 독립운동가이자 조선민주주의인민공화국의 정치인이다. 1956년 8월 조선노동당 전원회의 당시 8월 종파사건을 일으킨 주동자 중의 한 사람이다.
일제강점기에 중국으로 건너갔다. 그 후 중국의 화베이(華北) 지방에서 김두봉, 최창익, 김무정 등에 의해 결성된 화북조선독립동맹에 가담하여, 의 일원으로 활동했다.
1945년 8·15해방이 되자 귀국했으며, 1946년 8월 북조선노동당 중앙위원회 중앙위원이 되었다. 1948년 9월 북한 내각이 성립되자 이에 참여하였다.
1952년 11월 내각 재정상에 임명되고., 1954년 3월 내각 상업상으로 자리를 옮겼다.
1956년 8월 조선로동당 전원회의에서 김일성에 대한 개인숭배를 비판하고 '중공업우선, 경공업과 농업의 동시발전' 노선에 대하여 공개적으로 반대했다. 회의직후 그는 서휘, 이필규 등과 함께 조선노동당 당중앙위원직과 당적이 박탈되었으나, 소련 등 외부의 간섭으로 곧이어 열린 동년 9월의 북한 전원회의에서 당적이 복구되었다. 그러나 이 사건 직후 중국으로 망명한 것으로 알려졌다.
1962년 주 북한 동독 대사 쿠르트 슈나이데빈트(Kurt Schneidewind)는 동독 외무성에 보내는 1962년 6월 2일자 보고문에서, 주 북한 체코슬로바키아 공화국 대사 코후섹(Kohousek)이 "1956년 당에서 축출된 후 중국으로 이주한 전 조선로동당 중앙위원회 위원이 중국 정부에 의해 북한 첩보기관에 넘겨졌다"라는 사실을 자신에게 통지했다고 언급하였는데, 이 위원이 누구인지 명시되지 않았으나, 윤공흠인 것으로 추측된다. 1958년 양강도당위원장으로 있던 그의 처 조영도 숙청되었다.

## 같이 보기
- 최창익
- 김두봉
- 김무정

| 전임 최창익 | 조선민주주의인민공화국의 제2대 재무장관 1952년 11월 ~ 1954년 3월 | 후임 최창익 |

| 전임 장시우 | 조선민주주의인민공화국의 제2대 상업상 1954년 3월 ~ 1956년 8월 |  |